# Tabe dorsale
La tabe dorsale è una mielo-meningoradicolite che interessa i cordoni posteriori del midollo spinale, manifestazione dell'infezione da sifilide.

## Epidemiologia
È la più grave manifestazione della sifilide terziaria e colpisce gli uomini con maggiore frequenza rispetto alle donne.

## Eziologia
È causata dal batterio Treponema pallidum, e si presenta dopo un intervallo di 5-15 anni  (con casi che arrivano a 35 anni) dall'infezione primaria, a seguito di una riattivazione dell'agente eziologico.
La risposta immunitaria produce lesioni infiammatorie che si sviluppano nei nervi radicolari (nevrite radicolare trasversa) con distruzione progressiva delle radici posteriori e sclerosi dei cordoni posteriori.

## Presentazione clinica
La sintomatologia risulta variabile: per lo più si osservano gravi disturbi della coordinazione dei movimenti, generalizzati oppure circoscritti agli arti inferiori e al tronco, più raramente ai soli arti superiori, alla lingua, alla faccia, secondo la localizzazione e l'estensione del processo.
Frequente una particolare forma di dissociazione sensitiva (dissociazione tabetica), in cui diminuisce o scompare la sensibilità profonda o tattile, ma restano quelle termica e dolorifica. Si può osservare l'assenza dei riflessi.
Si osservano anche parestesie, dolori ad accessi e crisi viscerali gastriche, laringee, cardiache, intestinali, diaframmatiche ed epatiche.
Spesso si osservano artropatie del ginocchio e dell'anca, osteite rarefacente, male perforante plantare, paralisi e paresi, soprattutto dei nervi oculomotori e della laringe, atrofia ottica e rigidità pupillare (segno di Argyll-Robertson, cioè scomparsa del riflesso pupillare alla luce, con persistenza di quello dell'accomodazione) e arteriopatie obliteranti con sede elettiva agli arti inferiori.
Si osserva anche mancanza di controllo degli sfinteri e atassia.

## Decorso clinico
Il decorso cronico della malattia si sviluppa in 3 fasi:
- nevralgica: caratterizzata da fenomeni di irritazione sensitiva molto dolorosi;
- atassica: in cui si percepiscono i disagi creati dall'incoordinazione, dall'ipotonia, dalle paresi dei nervi cranici;
- paraplegica: in cui la malattia si palesa con atassia degli arti inferiori, che obbliga il malato a letto.

## Terapia
La terapia attuale è penicillina per 10-14 giorni oppure benzilpenicillina. La terapia antibiotica arresta il decorso della malattia, ma non è in grado di ripristinare le funzionalità lese.